# Hilál ibn Muhasszin asz-Szábi
Abu l-Huszajn Hilál ibn Muhasszin asz-Szábi (arab betűkkel أبو الحسين هلال بن محسن الصابئ – Abū l-Ḥusayn Hilāl ibn Muḥassin aṣ-Ṣābiʾ; Bagdad, 969 – 1056) szír származású középkori arab hivatalnok és történetíró volt.

## Élete
A harráni pogány (szábeus) származású híres történetíró, Szábit ibn Szinán nővérének dédunokája volt. Nagyapja, Abu Iszhák Ibráhím magas rangú hivatalnok volt Bagdadban, a buvajhida főemírek kancelláriáján. Itt lépett állami szolgálatba Hilál is Szamszám ad-Daula fejedelemsége idején (983–987). Előmenetelének részletei nem ismertek, de Bahá ad-Daula uralkodásának (989–1012) végén, Fahr al-Mulk vezírsége alatt már ő vezette a kancelláriát. 1012-ben vette fel, családjában elsőként, az iszlámot. Miután Fahr al-Mulk 1016-ban kegyvesztetté vált, a híradások szerint 30 000 aranydénárt adott Hilálnak, amit azután is megtarthatott, hogy az Szultán ad-Daula kivégeztette patrónusát. Hosszú életének hátralévő negyven évében a híradások szerint már nem viselt hivatalt, hanem ebből a vagyonból élt.

## Munkássága
Hilál asz-Szábi számos történeti jellegű munkát hagyott az utókorra, azonban ezek mára nagyrészt elvesztek. Rokona, Szábit ibn Szinán 974-ig írt krónikáját tovább folytatta 1055-ig. Az állami dokumentumokhoz hozzáférő szerző rendkívül értékes és terjedelmes munkájának csak egy töredéke maradt fenn, amely a 999–1003 közti évek eseményeit dokumentálja. A művet Hilál halálát követően a fia, Garsz an-Nima folytatta tovább, és későbbi történetírók is felhasználták (így Ibn al-Aszír és Szibt Ibn al-Dzsauzi a 13. században, hogy csak a nagy szintézisszerzőket említsük.)
Szintén töredékben maradt fenn „A vezírek könyve” (Kitáb al-vuzará), amit Bahrám ibn Máfinna fárszi vezírsége idején, azaz az 1020-as és az 1040-es évek között írt. A kalifátus kormányzatát vezető vezírek életrajzainak gyűjteményéből csak az első rész maradt fenn, ami al-Muktadir (908–933) főminisztereinek pályafutását dolgozza fel. Részben átfedésben lehetett ezzel anekdotagyűjteménye, „A példák és előkelők könyve” (Kitáb al-amászíl va l-aaján). „Bagdad története” (Ahbár Bagdád) című könyvét csak címéről ismerjük.
Bár nem kifejezetten történelmi mű, nagy forrásértékkel bír a teljes egészében ránk maradt „A kalifa udvarának ceremóniái” (Ruszúm dár al-hiláfa) című munkája, amely az udvarban dívó protokollt és a hivatalos levelezést mutatja be; szintén fennmaradt egy gyűjteménye, „Az ékesszólás mintapéldányai” (Gurar al-balága), amelyben magán- és hivatalos jellegű levelek sablonjait, illetve kinevezési okmányokat közöl.